# Lerista baynesi
Lerista baynesi — вид сцинкоподібних ящірок родини сцинкових (Scincidae). Ендемік Австралії.

## Опис
У сцинків Lerista baynesi відсутні передні кінцівки, а задні дуже малі. На кожній задній нозі є по два пальці.

## Поширення і екологія
Lerista baynesi мешкають на узбережжі Великої Австралійської затоки на півдні Західній Австралії (на схід від Балладонії) та на крайньому південному заході Південної Австралії. Вони живуть в чагарникових заростях, серед опалого листя, а також на прибережних пустищах та у напівсухих лісах. Зустрічаються на висоті до 100 м над рівнем моря. Відкладають яйця.